# Anthurium burgeri
Anthurium burgeri är en kallaväxtart som beskrevs av Thomas Bernard Croat och R.A.Baker. Anthurium burgeri ingår i släktet Anthurium och familjen kallaväxter. Inga underarter finns listade.